# حمدي العبيدي
حمدي العبيدي هو لاعب كرة قدم تونسي في مركز الهجوم، ولد في 2002 في تونس.

## وصلات خارجية
- حمدي العبيدي على موقع قاعدة بيانات كرة القدم.إي يو (الإنجليزية)
- حمدي العبيدي على موقع Soccerway.com (الإنجليزية)